# Калифорнийская земляная кукушка
Калифорнийская земляная кукушка, или калифорнийская бегающая кукушка, или калифорнийская кукушка-подорожник (лат. Geococcyx californianus) — вид птиц из семейства кукушковых (Cuculidae). Подвидов не выделяют. Обитает в пустынях и полупустынях на юге и юго-западе США и на севере Мексики.

## Описание
Калифорнийская земляная кукушка достигает длины от 51 до 61 см, включая хвост, масса — 221—538 грамм, и является самой большой кукушкой в Америке. У них длинный слегка изогнутый вниз клюв. Голова, хохол, спина и длинный хвост окрашены в тёмно-коричневый цвет со светлыми вкраплениями. Шея и брюхо также светлые. Весьма длинные ноги и длинный хвост являются приспособлениями к бегающему по пустыне образу жизни.
Калифорнийская земляная кукушка — крайне хороший бегун. Она может развивать скорость до 42 км/ч. В этом ей помогает и специальное расположение пальцев ног, так как оба внешних пальца расположены назад, а оба внутренних — вперёд. Летает она, однако, из-за своих коротких крыльев весьма плохо и может удержаться в воздухе лишь несколько секунд.
Калифорнийская земляная кукушка развила необычный энергосберегающий способ проводить холодные ночи в пустыне. В это время суток её температура тела падает (с 40 до 34 градусов по Цельсию) и она впадает в своего рода неподвижную спячку. На её спине имеются непокрытые перьями тёмные участки кожи. Утром она распускает свои перья и подставляет эти участки кожи солнцу, благодаря чему температура тела быстро возвращается на нормальный уровень.

## Питание
Эта птица большую часть времени проводит на земле и охотится на змей, ящериц, насекомых, грызунов и небольших птиц. Она достаточно быстра, чтобы убивать даже небольших гадюк, которых она хватает клювом за хвост и бьёт головой об землю как бичом. Добычу она заглатывает целиком. Своё английское название Road Runner (дорожный бегун) эта птица получила за то, что имела обыкновение бегать за почтовыми каретами и хватать небольших животных, потревоженных их колёсами.

## Размножение
Калифорнийская земляная кукушка на протяжении всего года ведёт моногамный образ жизни. В отличие от большинства представителей семейства кукушковых, она не подкладывает свои яйца в чужие гнёзда. Своё компактное гнездо, в которое откладывается от четырёх до девяти яиц, они строят на возвышенном месте, например на кактусах или кустах. За птенцами ухаживают оба родителя.

## Бегающая кукушка в культуре
Калифорнийская земляная кукушка послужила прототипом для персонажа Дорожный бегун (англ. Road runner) в мультипликационном сериале компании Warner Brothers «Хитрый койот и Дорожный бегун», в котором койот безуспешно пытается поймать Дорожного бегуна (кукушку-подорожника).